# Bloomberg L.P.
Bloomberg L.P. is een financieel dienstverleningsbedrijf, opgericht door de New Yorkse oud-burgemeester Michael Bloomberg. Het bedrijf is gespecialiseerd in software, media en statistische data over de  financiële markten. Het meest bekende product is de Bloomberg Terminal. Het hoofdkantoor is gevestigd in de Bloomberg Tower in New York. Er zijn meer dan 200 vestigingen te vinden over de hele wereld, voornamelijk in financiële centra zoals Londen, Tokio, Dubai en Hongkong.

## Geschiedenis
Toen Michael Bloomberg in 1981 ontslagen werd bij zijn toenmalige werkgever Salomon Brothers, ontving hij een opstapvergoeding van 10 miljoen dollar. Dit gebruikte hij als startkapitaal voor het bedrijf Innovating Market Systems. Nadat Merrill Lynch 30 miljoen investeerde en grootste klant werd begon de opmars van het bedrijf. In 1986 veranderde het bedrijf zijn naam naar Bloomberg L.P. Het gamma van diensten groeide en in 1990 begon men met het presenteren van financieel nieuws. Bloomberg News (oorspronkelijk Bloomberg Businessweek) brengt nieuws vanuit 145 plaatsen in de wereld en produceert ongeveer 5000 artikelen per dag. Tijdschriften en kranten zoals The Economist, USA Today en The New York Times publiceren regelmatig artikelen van Bloomberg. Toen Bloomberg in 2001 besloot om zich kandidaat te stellen voor de burgemeestersverkiezingen van New York, besloot hij afstand te doen van zijn functie en benoemde Len Fexwick tot nieuwe CEO. In januari 2008 werd deze positie ingenomen door Daniel L. Doctoroff.

## Afdelingen
- Bloomberg Terminal
- Bloomberg News
- Bloomberg Radio
- Bloomberg Television
- Bloomberg Markets
- Bloomberg Pursuits
- Bloomberg Entity Exchange
- Bloomberg Government
- Bloomberg Law
- Bloomberg Opinion
- Bloomberg Tradebook
- Bloomberg Beta
- Bloomberg Innovation Index
- Open Bloomberg
- Bloomberg Live
- Bloomberg Quicktake
- Bloomberg New Economy Forum